# 付随行動
付随行動（ふずいこうどう、英：Adjunctive_behaviour）は、動物が刺激によって誘発される他の行動をしているときに、付随して表出される行動である。

## 解説
特にその他の行動を誘発する刺激が特定のスケジュールに従って提示される場合に生じる。たとえば、1960年、心理学者のJohn Falkが空腹にさせたラットに対して、餌のペレットを強化子に使って、レバー押しを訓練した。ラットが一度強化子を得た後、再びレバー押しによって強化子を得られるまで、平均1分間を待たせるようにした(FI,固定時隔スケジュール1分)。これを繰り返すと、ラットは１分間の間に水を飲む習慣を身につけた。しかも水の消費量は予想をはるかに超えた。多くのラットが3時間のセッション中に通常の1日水分摂取量の3〜4倍を飲み、一部はこの時間中に体重のほぼ半分に相当する量の水を飲んだ 。さらなる研究から、さまざまな生体に対して断続的に食物を提示することで、多飲水だけでなく、攻撃や異食症、逃避、アルコール消費を含む他の行動を引き起こすことが明らかになった。
心理学用語では、付随行動とは、他の行動に対する強化随伴性のために非随伴的な行動が維持されることである。他に、刺激が引き起こす行動ではなく刺激自体を強調するために使われることがある（たとえば、ラットでは食物の提示は通常、摂食とそれに続く飲水を誘発する。飲水は付随的であり、食物提示のスケジュールによって誘発されると呼ばれる）。 

## 科学における使用
付随行動は、動物福祉における問題の証拠としても使われる。妊娠中の雌ブタは、通常は本来なら摂るはずのエサの量の一部しか与えられず、ほぼ1日中空腹のままでいる。このときに、自由に飲水できるように水飲み場が与えられている場合、一部の雌豚は通常の1日摂取量の2〜3倍を飲水する。冬には、この量の冷水を体温まで温め、希薄な尿として排出するだけでも、かなりの栄養を消費する。しかし、そのような雌ブタにかさばる高繊維食品を与えると（通常の状況では水分摂取量が増加する）、ブタははるかに長い時間をかけて食べるようになり、過度の飲水はほとんどなくなる。この場合、雌ブタの水分摂取量の多くは、喉の渇きとは関係のない付随的な飲水であるように見える  。